# Lazarus Chakwera

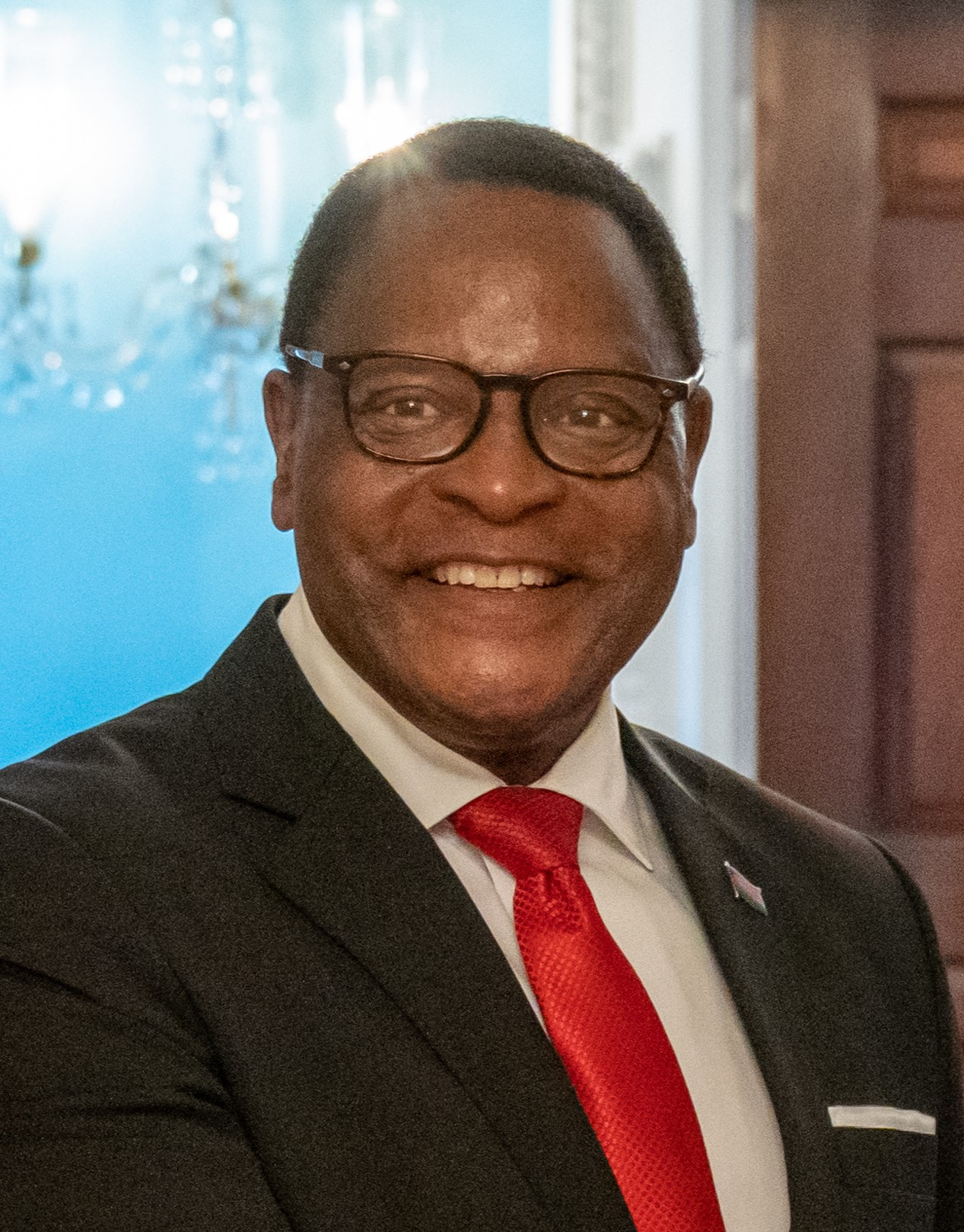
Lazarus Chakwera (2022)

Lazarus McCarthy Chakwera (* 5. April 1955 in Lilongwe, Protektorat Njassaland) ist ein malawischer Politiker der Malawi Congress Party (MCP), Theologe und seit dem 28. Juni 2020 Staatspräsident.
Er war als Kandidat eines Oppositionsbündnisses bei der Präsidentschaftswahl 2020 angetreten. Bei den beiden vorangegangenen Wahlen hatte er jeweils die zweitmeisten Stimmen erhalten.

## Leben
Chakwera wurde als Sohn eines Subsistenzlandwirts geboren. Zwei ältere Brüder starben früh, so dass der nächstgeborene Sohn nach dem vom Tod erweckten biblischen Lazarus benannt wurde.
1977 erwarb er seinen Bachelor of Arts Philosophy an der University of Malawi. Er studierte Theologie und graduierte mit einem B. Th. an der University of the North im südafrikanischen Sovenga. Ab 1983 war er Ausbilder an der Assemblies of God School of Theology, ab 1996 als Leiter der Einrichtung. Von 1989 bis Mai 2013 war er Präsident der Malawi Assemblies of God. 1991 erwarb er einen Master in Theologie, 2000 wurde er an der evangelikalen Trinity International University in Deerfield, Illinois, promoviert. 2005 wurde er am Pan-Africa Theological Seminary zum Professor ernannt.
Am 14. April 2013 bewarb er sich um den Vorsitz der früheren Einheitspartei Malawi Congress Party. Der Parteitag wurde auf August 2013 verschoben. Dort wurde Chakwera gewählt und war somit auch Präsidentschaftskandidat bei der Präsidentschaftswahl 2014, wo er mit 28 % den zweiten Platz hinter Peter Mutharika belegte. Außerdem gewann er den Wahlkreis Lilongwe North West in der Nationalversammlung und war dort Oppositionsführer.
Bei der Präsidentschaftswahl 2019 erreichte er mit rund 35 % hinter Amtsinhaber Mutharika (39 %) erneut den zweiten Platz. Gerichtlich erzwangen die MCP und andere Oppositionsgruppen im Februar 2020 eine Wiederholungswahl, für die Chakwera als Kandidat des breiten Oppositionsbündnisses Tonse Alliance nominiert wurde. Im Zuge seiner Kandidatur gab er im Mai 2020 sein Parlamentsmandat auf. Bei der Wiederholungswahl im Juni 2020 votierte mit 58 % der Stimmen eine absolute Mehrheit für Chakwera, sodass er das Amt des Präsidenten am 28. Juni 2020 annahm.
Lazarus Chakwera ist mit Monica Chakwera verheiratet und hat vier Kinder.